# McKinney (Texas)
McKinney fica no Condado de Collin, Texas, Estados Unidos. De acordo com o United States Census Bureau, a população da cidade em 2008 era de 121,211. O Census Bureau listou McKinney como a cidade dos Estados Unidos que mais cresceu entre 2000 e 2003 e novamente em 2006, entre as cidades com mais de 50,000 habitantes. Em 2007 foi classificada como a segunda cidade que cresceu mais rapidamente, entre cidades com mais de 100,000 pessoas e em 2008 ficou na terceira colocação. O nome da cidade provém do congressista do Texas Collin McKinney, que também deu o nome ao condado.

## Ligações Externas

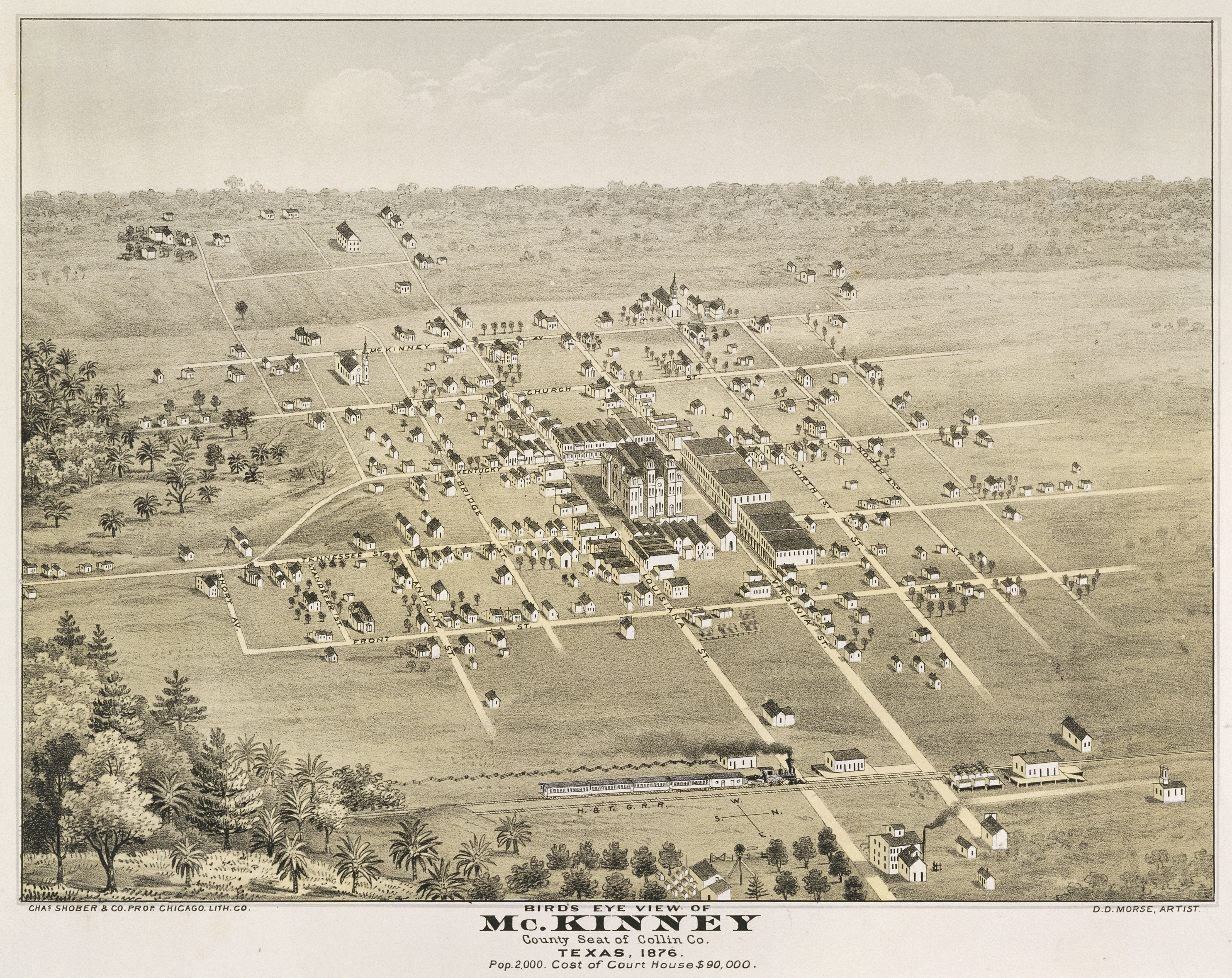
Mapa de 1876

- Cidade de McKinney
- Área comercial de McKinney
- McKinneyConnection.com - Comunidade online
- McKinney Marshalls
- Mickey Mantle 16 and Under World Series
- Viagem virtual